# SP-268
A SP-268 é uma rodovia radial do estado de São Paulo, administrada pelo Departamento de Estradas de Rodagem do Estado de São Paulo (DER-SP).

## Denominações
Recebe as seguintes denominações em seu trajeto:
Nome:	João Antônio Nunes, Vereador, Rodovia
- De - até:	SP-270 (Araçoiaba da Serra) - Capela do Alto
- Legislação:	LEI 4.768 DE 16/10/85

Nome:	Dionísio Francisco Lopes, Rodovia
- De - até:	Capela do Alto - km. 150,3
- Legislação:	LEI 11.289 DE 16/12/2002

Nome:	Humberto Pellegrini, Vereador, Rodovia
- De - até:	do km.150,3 ao km. 165,5 (Itapetininga)
- Legislação:	LEI 6.879 DE 06/06/90

Nome:	Luiz Geraldo Conceição Ferrari, Doutor, Rodovia
- De - até:	SP-270 (Itapetininga) - SP-157
- Legislação:	N/D

Nome:	João Ciríaco Ramos, Rodovia
- De - até:	Angatuba - Bairro Aterradinho
- Legislação:	LEI 8.912 DE 29/09/94

Nome:	Fernando Lima de Oliveira, Rodovia
- De - até:	Paranapanema - SP-270
- Legislação:	LEI 4.502 DE 21/12/84

Nome:	Sem denominação
- De - até:	SP-270 - Itaí

## Descrição
Principais pontos de passagem: SP 270 - Araçoiaba da Serra - Capela do Alto - Itapetininga / Angatuba - Aterradinho / Paranapanema - Itaí

## Características

### Extensão
- Km Inicial: 114,830
- Km Final: 334,800

### Localidades atendidas
- Araçoiaba da Serra
- Capela do Alto
- Alambari
- Itapetininga
- Angatuba
- Paranapanema
- Itaí